# استکادا (اورگن)
استکادا (به انگلیسی: Estacada) شهری در شهرستان هرنی ایالت اورگن است و در سرشماری سال ۲۰۱۱ میلادی، ۲٬۸۵۰ نفر جمعیت داشته که نسبت به سال ۲۰۱۰، ۵٫۷۵ درصد رشد جمعیت داشته‌است.

## موقعیت جغرافیایی
موقعیت جغرافیایی شهرها و مناطق اطراف به شرح زیر است: